# Armenpflege (Deutschland)
Die Armenpflege gehört, gemeinsam mit der Wohlfahrtspflege und Sozialhilfe, zur Armenversorgung. Sie ist – auf Deutschland bezogen – nach allgemeinem Verständnis eine Aufgabe, deren Bestimmungen und Ziele dem Staat und seinen Institutionen obliegen und im Sozialgesetzbuch XI und XII festgelegt sind.
Allgemein erklärt ist die Armenpflege Bestandteil der öffentlichen Hand und geht mit Fürsorge und Sozialarbeit einher. Armenpflege beinhaltet auch Fürsorgepflicht und Hilfe, sie versteht sich nicht nur als physische und materiell-finanzielle Unterstützung, sondern auch als eine seelsorgerische Verpflichtung.

## Armenpflege heute
Die Situation der Armenpflege stellt sich – auf Deutschland bezogen – heute noch nicht als mustergebende Lösung dar. Trotzdem kann eine tendenzielle Verbesserung festgestellt werden, die sich aber ständig situationsbedingt verändert. Zumindest bis heute gilt: 

„Aufgabe der Sozialhilfe ist es, den Leistungsberechtigten die Führung eines Lebens zu ermöglichen, das der Würde des Menschen entspricht. Die Leistung soll sie so weit wie möglich befähigen, unabhängig von ihr zu leben; darauf haben auch die Leistungsberechtigten nach ihren Kräften hinzuarbeiten. Zur Erreichung dieser Ziele haben die Leistungsberechtigten und die Träger der Sozialhilfe im Rahmen ihrer Rechte und Pflichten zusammen zu wirken.“

 So umschreibt das Sozialgesetzbuch XII die Aufgabe der Sozialhilfe, es wird nicht nach arm, alt oder behindert unterschieden, man spricht umfassend von den Leistungsberechtigten. In diesem Gesetzbuch wird die örtliche, regionale und überregionale Zuständigkeit festgelegt. Für die in diesem Artikel behandelte „Armenpflege“ kann auf die §§ 41 und 61 bis 66 des SGB XII verwiesen werden.

## Religiöse Grundlagen zur Armenpflege
Zentrales Anliegen der Religionen ist es, das Heil, zu dem die Erlösung, das Erwachen und die Befreiung zählen, zu verbreiten. Die Religionen ermöglichen zudem eine Öffnung zum Mitmenschen und sie leiten zur Harmonisierung der Menschen mit seinen Lebenswirklichkeiten. Die religiösen Grundgedanken bestimmen die Wertevorstellungen und liefern die moralischen und ethischen Anforderungen zur Nächstenliebe und zur gegenseitigen Hilfe. Sie bietet Antworten auf die Fragen des Zusammenlebens, der Nächstenhilfe, der Bedürfnisse und politischen Entwicklungen. In ihren Grundzügen beschreiben und praktizieren viele Religionen die Fürsorge und die Pflege der Armen.

### Alttestamentliche Quellen
Im 5. Buch Mose wird eine Gesetzessammlung beschrieben und Gesetze sowie Rechte vorgestellt, auf die geachtet werden soll. Mose geht auf „den Verzicht auf Forderungen in jedem siebten Jahr“ ein und sagt: „Doch eigentlich sollte es keine Armen geben…“ (5. Mos 15,4 ), es heißt dann weiter: „Wenn bei dir ein Armer lebt, irgendeiner deiner Brüder in irgendeinem deiner Stadtbereiche in dem Land, das der Herr, dein Gott, dir gibt, dann sollst du nicht hartherzig sein und sollst deinem armen Bruder deine Hand nicht verschließen“ (5. Mos 15,7 ). Im weiteren Text werden Pflichten auferlegt: „Die Armen werden niemals ganz aus deinem Land verschwinden. Darum mache ich dir zur Pflicht: Du sollst deinem Not leidenden und armen Bruder, der in deinem Land lebt, deine Hand öffnen“. (5. Mos 15,11 ) und zur „Lohnauszahlung an den Tagelöhner“ heißt es: „Du sollst den Lohn eines Notleidenden und Armen unter deinen Brüdern oder unter den Fremden, die in deinem Land innerhalb deiner Stadtbereiche wohnen, nicht zurückhalten“ (5.Mos 24,14 ).

### Neutestamentliche Grundlagen

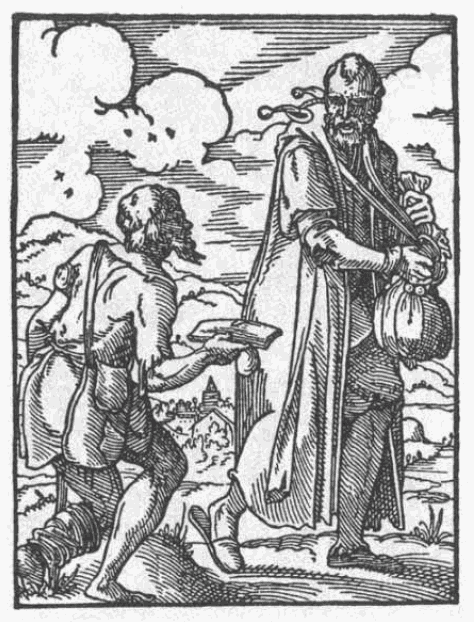
Bettler am Wegesrand (Darstellung von 1568)

Die Armenpflege ist, ausgehend vom Alten Testament, im Christentum verwurzelt und verpflichtend. Unabhängig zur religiösen Zugehörigkeit umfasst sie die Alten, Kranken, Witwen und Bettler. Der christlich-biblische Ansatz zur Armenpflege findet sich auch im Neuen Testament bei Mt 25, 40 und 45 25,40  mit der Aussage: „Was ihr für einen meiner geringsten Brüder getan habt, habt ihr mir getan“ wieder. Jesus verbindet damit den Auftrag sich mit „seinen geringsten Bruder“ zu identifizieren, aber auch ihnen das Evangelium zu verkünden (Mt 11,5 11,5 ). Zu den Armen führt Jesus weiter an, dass „die Armen bleiben werden“, aber „ihn werden wir nicht für immer haben“. (Vergleiche: Mt 26,11 26,11 ; Mk 14,7 14,7  und Joh  12,8 ). Ausgehend von der biblischen Aufforderung „Umsonst habt ihr empfangen, umsonst sollt ihr geben“ (Mt 10,8 10,8 ) lehrt das Christentum den Nächsten in seinen Nöten beizustehen. Das Almosenspenden an Arme ist ein Zeichen der Bruderliebe und eine Gott wohlgefällige Tat. Die Nächstenliebe ist die Pflicht jedes einzelnen Menschen, die Kirchen müssen zur Erfüllung dieser Pflicht mahnen und entsprechende Maßnahmen unterstützen. Diese Aufforderungen ergeben sich aus dem Urchristentum und spiegeln sich in der Apostelgeschichte 2,45 :„Sie verkauften Hab und Gut und gaben davon allen, jedem so viel, wie er nötig hatte…“ wider.

### Luthers Stellung zur Armenpflege
Martin Luther hat sich bei seiner Stellungnahme zur Armenpflege auf das Alte Testament bezogen, zusammenfassend heißt es bei Luther: „…es soll niemand betteln oder des nötigsten ermangeln müssen…“  (5. Mos. 15,4 „Doch eigentlich sollte es keine Armen geben…“) Vielmehr soll den Armen gegeben werden. So hat es Luther im großen Sermon über den Wucher von 1519 und wiederholt in der Schrift von Kaufhandel und Wucher von 1524, niedergeschrieben. Er fordert die Städte auf ihre Armen zu versorgen und eine geordnete Armenpflege mit kompetenten Verwesern aufzubauen. In der Ordnung eines gemeinen Kastens äußerte sich Luther 1523 in aller Deutlichkeit zur Armenpflege.

### Jüdische Armenpflege
Die Fürsorge und Hilfe für Durchreisende, Arme und Kranke gehört zur Tradition des jüdischen Gemeindelebens und ist Bestandteil der innerjüdischen Solidarität. Die Pflicht zur Unterstützung beruht auf religiösen Weisungen und wird von den Verwandten der Bedürftigen wahrgenommen. Sollte diese Hilfe nicht ausreichend geleistet werden können, wird sie von der Kehillah mitgetragen. Da es keine öffentlichen Armenfonds gibt, besteht die materielle Hilfe aus Spenden. Reiche Juden verfügten in ihren Testamenten, dass die Nachkommen zur Spende an die Armen verpflichtet sind. Zu hohen Feiertagen sind Gaben an die Armen gebräuchlich und in den Synagogen werden freiwillige Spenden gesammelt. Darüber hinaus übernahmen auch jüdische Vereine die Armenpflege.

### Islamische Almosen
Zu den Pfeilern des Glaubens gibt es im Islam bestimmte Pflichten, die von einem Muslim verlangt werden, zu ihnen zählen: Schahāda, Salāt, Saum, Zakat und Haddsch. Das Almosengeben hat einen rituellen Charakter und wird als Zakat bezeichnet. Vom Grundgedanken ausgehend, bedeutet es, dass ein gewisser Prozentsatz des eigenen Vermögens als Almosen abgeführt werden soll. Naturgemäß liegt heute eine große Bandbreite zwischen Anspruch und Wirklichkeit. Traditionell nutzen die Muslime ihren zakat um ärmeren Familien oder mittellosen Waisen während ihres ganzen Lebens zu unterstützen. Die Almosen kommen aber nur Muslimen zugute: 

„Die Almosen sind nur für die Armen und Bedürftigen (bestimmt), (ferner für) diejenigen, die (für die Sache des Islam) gewonnen werden sollen (wörtlich: diejenigen, deren Herz vertraut gemacht wird), für (den Loskauf von) Sklaven, (für) die, die verschuldet sind, für den Weg Gottes und (für) den, der unterwegs ist (oder: für) den, der dem Weg (Gottes) gefolgt (und dadurch in Not gekommen) ist; wörtl: den Sohn des Wegs. (Das gilt) als Verpflichtung von Seiten Gottes. Gott weiß Bescheid und ist weise.“

## Entwicklung der Armenpflege
Die ersten Pflegeheime, die sogenannten Xenodochien oder Hospitien wurden von Mönchen errichtet. Sie dienten als Herbergen für Reisende und Pilger, hielten aber auch Räume für Arme, Alte und Kranke vor. So war ein um 370 bei Kayseri (Türkei) entstandenes Hospital die erste Grundlage für weitere, gerade an Pilgerwegen und in Wallfahrtsorten errichtete Kranken- und Pilgerherbergen.
Im Jahre 799 verpflichtete Karl der Große die Grundherren zur Armenpflege und erweiterte 809 die Almosenpflicht auf das gesamte Volk. Die Trägerschaft der kirchlichen Alten- und Krankenpflege auf dem Land wurde den Klöstern zugeteilt, in den Städten wurde sie von den Kanonikatsstiften übernommen. Später, während und nach den Kreuzzügen, entwickelten sich neben den militärischen Ritterorden die Orden der Hospitaliter. Hierzu zählten die Ritterorden der Hospitaliter (1048), Johanniter (1099), Deutschorden (1191), Antoniter (1095), Trinitarier (1198) und die von Laienbrüdern getragenen Spitalorden.

Malteserorden
Deutschorden
Trinitarier-Orden

## Armenpflege im Mittelalter

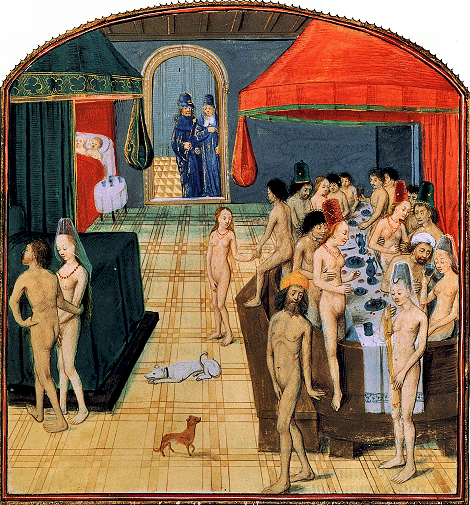
Szene aus einem Badehaus. (Abbildung aus dem Factorum Dictorumque Memorabilium des Valerius Maximus, 15. Jahrhundert)

Im Mittelalter wurde die Armenpflege ausschließlich von der Kirche organisiert und durchgeführt. Die Klöster, Stifte und Spitäler waren die federführenden Einrichtungen. Im Spätmittelalter verlagerte sich die Finanzierung auf die Städte und Gemeinden, da diese ein größeres Vertrauen genossen. Von den Landesherren wurde mitunter angeordnet, dass die ärztliche Betreuung der Armen kostenfrei war, wie es beispielsweise in der „Heidelberger Apothekerordnung“  von 1471 niedergelegt worden war. Universitäten waren auch verpflichtet die Armen „umb Gottes willen“ zu versorgen. Die Erbauung städtischer und öffentlicher Badehäuser sollte das unentgeltliche Baden von Armen und Hilfsbedürftigen ermöglichen, wobei diese Angebote auch mit städtischen oder staatlichen Hygiene und Gesundheitspraktiken in Verbindung zu bringen waren.

## Reformation
Die Organisation der Armenpflege war zur Zeit der Reformation, zwischen 1517 und 1648, auf eine grundlegende Regelung festgelegt, sie war als allgemeine Bürgerpflicht fest verankert. Neben der öffentlichen Armenpflege entwickelte sich parallel ein genossenschaftliche Zweig, der sich als eine wichtige Rolle zur späteren Sozialversicherung entwickelte. Berufliche Organisationen, Verbände und Gemeinschaften übernahmen die Unterstützung von kranken und notleidenden Mitgliedern. Die mit der Reformation einhergehende Säkularisation der Klöster hatte zur Folge, dass die bisher von den Ordensgemeinschaften geleisteten karitativen Arbeiten verlagert wurden. Es entstanden, wie zum Beispiel in Hessen die Hohen Hospitäler, die als vom Fürsten eingerichtete Institution der Alten- und Armenpflege dienten.

## Industriezeitalter

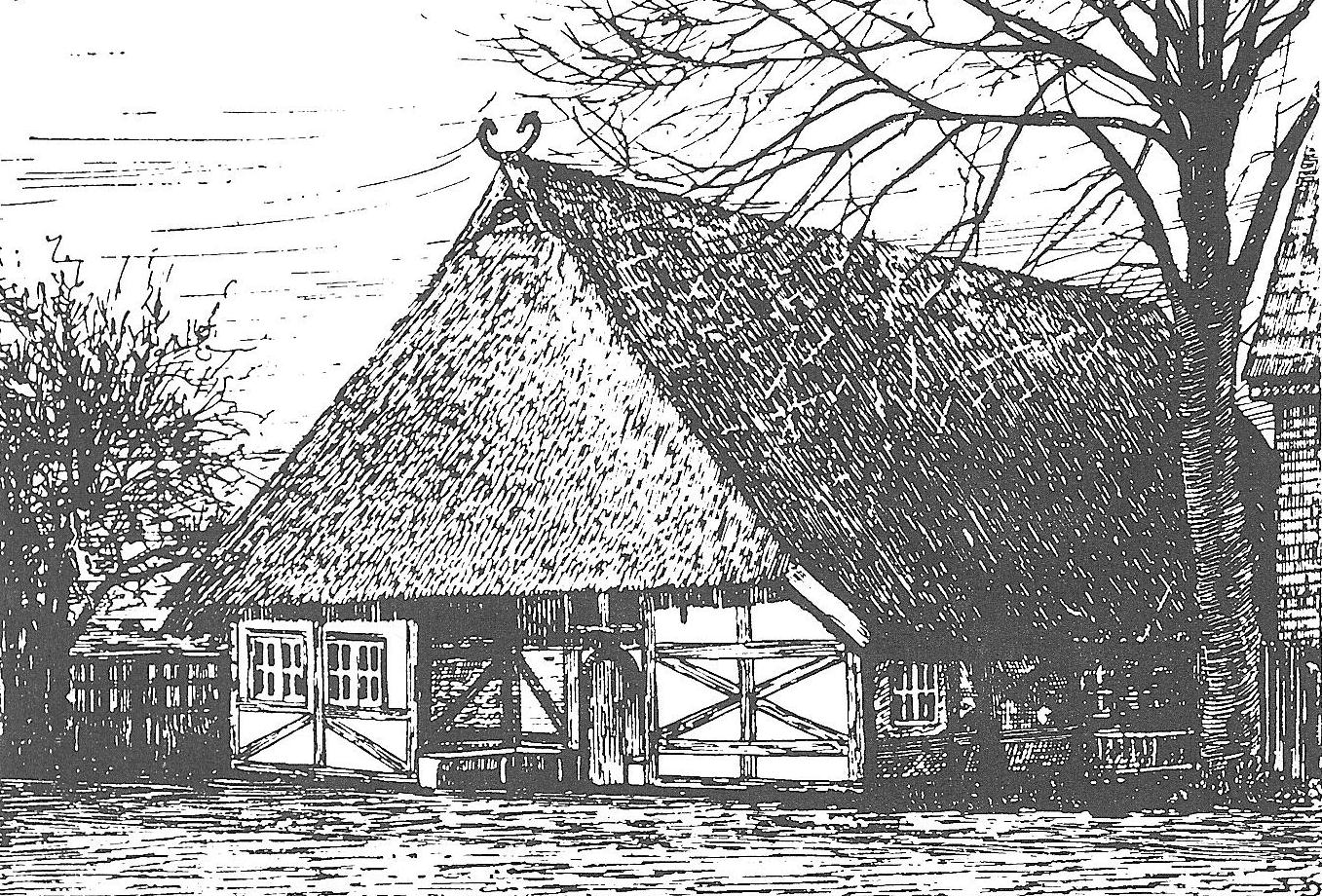
Siechenhaus vor Dassow

Mit der wirtschaftlichen und industriellen Revolution in der ersten Hälfte des 19. Jahrhunderts entwickelte sich ebenfalls eine soziale Revolution. Die großbetrieblichen Werkstätten und Fabriken brauchten viele Arbeitskräfte. Das Landvolk wanderte in die Städte, es entstanden bisher nicht gekannte soziale Probleme. Die Armenpflege in den ländlichen Regionen verblieb bei der Familie, bei der Kirche oder den Armen- und Siechenhäusern der Gemeinde. 
Das „Heimatprinzip“ der Armenfürsorge wurde durch das „Unterstützungswohnsitzprinzip“ ersetzt, was der durch die Arbeitsmigration entstandenen Situation eher entsprach: Mit dem Gesetz über den Unterstützungswohnsitz – zunächst ab 6. Juni 1870 als Gesetz für den norddeutschen Bund sowie nach der Gründung des Deutschen Reiches ab dem 16. April 1871 als Reichsgesetz – wurde der Wohnsitz zum Anknüpfungspunkt für Unterstützungsleistungen der Armenfürsorge erklärt.

## Christliche Soziallehre und Armenpflege
Im 19. Jahrhundert entstand in der christlichen Soziallehre aus dieser „Sozialen Frage“ die Frage nach den sozialen Verhältnissen der Arbeiter und die notwendige Sorge um die Armen. In der Katholischen Arbeitnehmer-Bewegung entdeckte man einen erheblichen Nachholbedarf um die Versäumnisse, die im Laufe der industriellen Entwicklung aufgetreten waren, entgegenzuwirken. Es entwickelte sich im Zuge der Zeit eine Christliche Soziale Bewegung die mit der ersten Sozialenzyklika eines Papstes begann und die Option für die Armen entwickelte.

### Sozialenzykliken
In den Sozialenzykliken wurde nicht nur auf die Situation der Arbeiter und Werktätigen, den Wert der Arbeit und die Entlohnung eingegangen. Auch die Sorge für die Alten und Armen waren Themenbereiche in den päpstlichen Rundschreiben. Zu nennen sind hier insbesondere die Enzyklika Rerum Novarum (1891) von Papst Leo XIII. (1878–1903) und deren zu runden Jahrestagen herausgegebenen Folgeenzykliken Quadragesimo anno (1931) von Papst Pius XI. (1922–1939), Mater et magistra (1961) von Papst Johannes XXIII. (1958–1963) und Laborem exercens (1981) sowie Centesimus Annus (1991) von Papst Johannes Paul II. (1978–2005).

In Rerum Novarum heißt es deshalb auch 

„Es ist überdies als Wahrheit von entscheidender Bedeutung vor Augen zu halten, dass der Staat für alle da ist, in gleicher Weise für die Niederen wie für die Hohen. Die Besitzlosen sind vom naturrechtlichen Standpunkt nicht minder Bürger als die Besitzenden, d.h. sie sind wahre Teile des Staates, die am Leben der aus der Gesamtheit der Familien gebildeten Staatsgemeinschaft teilnehmen; und sie bilden zu dem, was sehr ins Gewicht fällt, in jeder Stadt bei weitem die größere Zahl der Einwohner.“

Johannes Paul II. greift die Forderungen seiner Vorgänger, in seinem Rundschreiben Centesimus Annus von 1991, erneut auf: 

„Die Armen verlangen das Recht, an der Nutzung der materiellen Güter teilzuhaben und selbst ihre Arbeitskraft nutzbringend einzusetzen, um eine gerechtere und für alle glücklichere Welt aufzubauen. Die Beseitigung der Armut ist eine große Gelegenheit für das sittliche, kulturelle und wirtschaftliche Wachstum der gesamten Menschheit“

### Diakonie
(Siehe Hauptartikel: Diakonie)

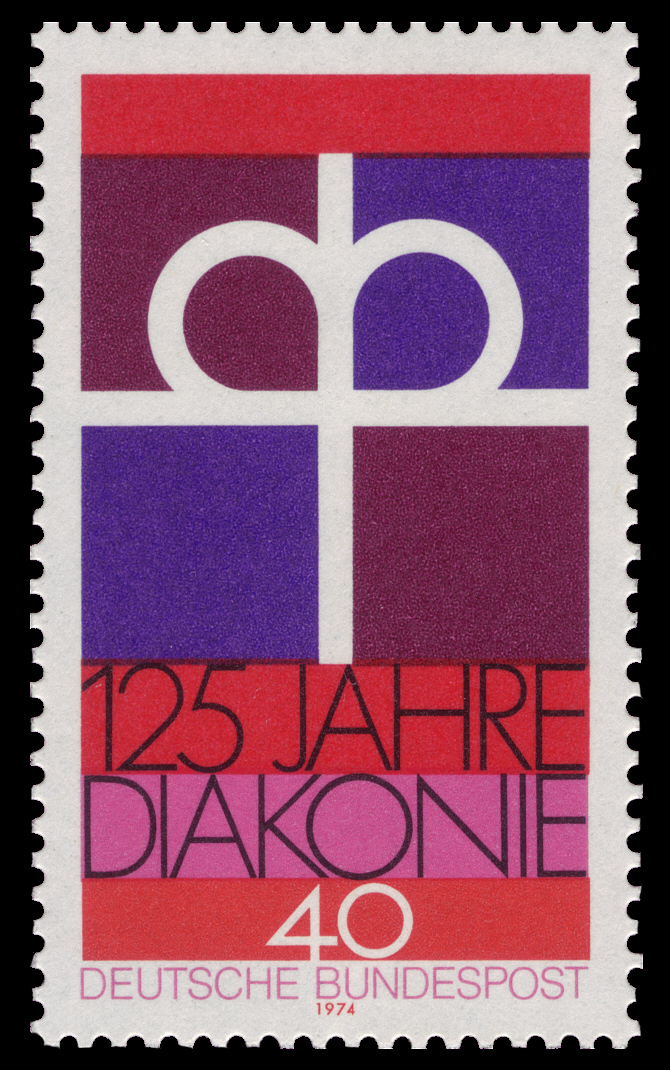
Diakonie

Die Diakonie (altgriechisch διακονία, diakonia, ‚Dienst‘ von διάκονος, ‚Diener‘) ist der Dienst am Menschen im theologischen Verständnis. Dieser Dienst ist heute mit seinem Aufgabenspektrum auf Kindergärten, Besuchsdienste sowie Alten- und Armenpflege ausgerichtet. In den christlichen Kirchen hat es immer eine Diakonie gegeben.
Die schnelle Industrialisierung führte folgerichtig zum Wegfall alter und handwerklicher Berufe. In den frühen 1820er bis 1840er Jahren entwickelte sich gerade auf dem Land eine zunehmende Verarmung. Die Städte und Gemeinden waren an ihrer Leistungsgrenze angelangt, aus dieser Notlage entwickelte sich eine, von den evangelischen Kirchengemeinden initiierten, Armenpflege. Ihr Ziel bestand in der direkten und unmittelbaren Betreuung und Hilfe der Bedürftigen. Als Antwort auf die „Soziale Frage“ hatte Pastor Johann Hinrich Wichern (1808–1881) 1833 die Innere Mission ins Leben gerufen. Seit 1840 übernahmen auch evangelische Frauenvereine die seelsorgerische Arbeit für Arme, Alte und Kranke. Sie waren in der Kirchengemeinde aktiv und entwickelten sich zu ehrenamtlichen Gemeindeschwestern.

### Caritas
(Siehe Hauptartikel: Deutscher Caritasverband)

Caritasverband

Caritas bezeichnet die Nächstenliebe und Barmherzigkeit und sieht in ihrem Ziel die Zuwendung zu den Armen und Bedürftigen. Zur Zeit der Apostel zählte der Dienst für die Armen zusammen mit dem Altardienst zu den Hauptaufgaben der Diakone. Im Mittelalter gehörte die „hospitalitas“ zu den Aufgaben der Kirchen. Mit der Zeit entstanden kirchliche Kranken- und Pflegehäuser, sowie religiöse Ordensgemeinschaften, die sich besonders der Armen annahmen.
Mit einer fast 50-jährigen Verzögerung nahm sich auch die katholische Kirche der dringenden sozialen Fragen an. Noch hatte Papst Leo XIII. seine epochale Enzyklika Rerum novarum nicht veröffentlicht. Aber im Zuge der christlichen Sozialen Bewegung kam es 1897 durch die Initiative von Prälat Lorenz Werthmann (1858–1921) zur Gründung des Deutschen Caritasverbandes, aus dem sich schon kurz danach in der Schweiz (1901), in Österreich (1903) und in den USA (1910) weitere Caritas-Verbände gründeten. Die Ziele der Caritas sind von der katholischen Soziallehre geprägt, sie umfassen den Schutz der Arbeiter und der Menschenwürde, die Verpflichtung zur Solidarität und die Hilfe für Menschen in Not.

## Staatliche und bürgerliche Armenpflege

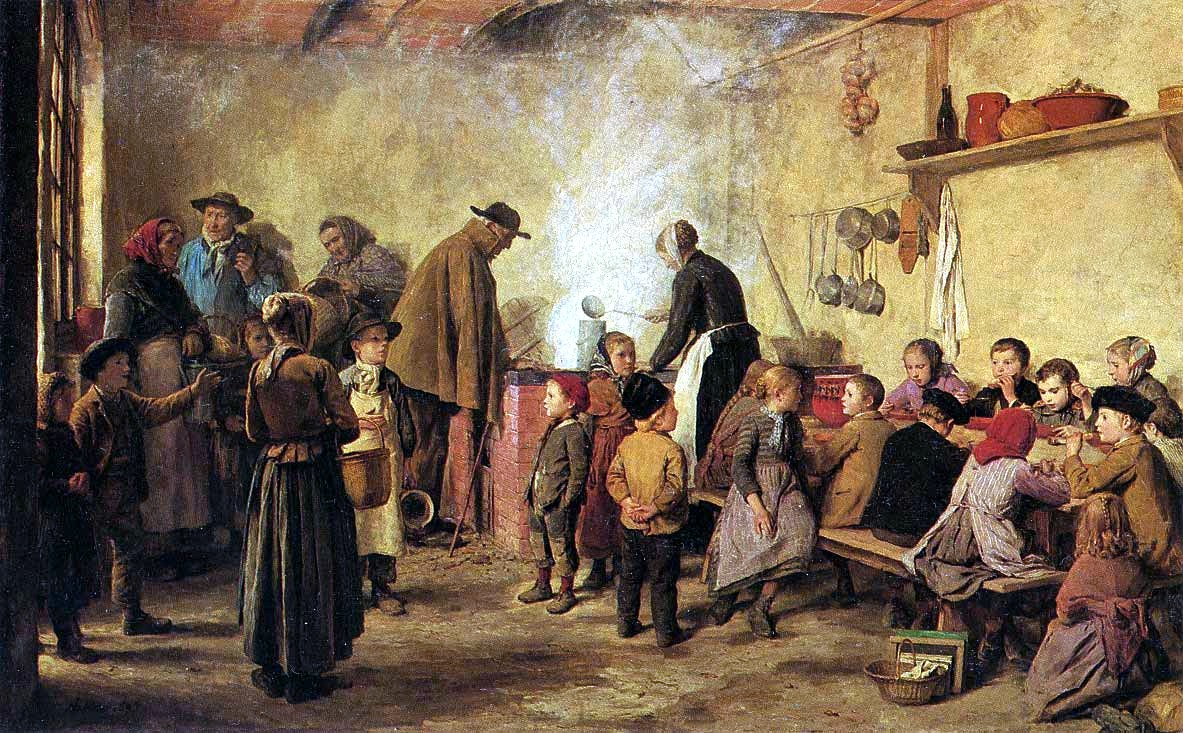
Die Armensuppe (Albert Anker, 1893)

Mit der industriellen Umwälzung und der Verlagerung der Produktionsstätten entwickelte sich auch die staatlich organisierte Verwaltung der Armen, es entstanden zwischen 1870 und 1875 Armenverbände. Dieses waren Öffentlich-rechtliche Körperschaften, die im Deutschen Reich als Organe der öffentlichen Armenpflege eingerichtet wurden. Die gesetzliche Regelung regelte die räumliche Zuständigkeit, die ihre Grenzen in Landes- und Ortsarmenverbände fanden. Der Aufgabenkatalog der Armenverbände bestand in der Trägerschaft der Pflegekosten, der Unterstützung hilfsbedürftiger Menschen, der Gewährung von Pflege und Unterbringung in Krankenhäusern, Pflegeheimen und Behinderteneinrichtungen. Daneben entwickelten die Städte eigene Altenhilfen und Organisationen, unter den bekanntesten Modellen wird das Elberfelder System genannt, es wurde in den 1850er Jahren aufgebaut.

### Arbeitshäuser
Zu den von staatlichen Stellen entworfenen Modellen die Armut und die damit verbundenen Ansammlungen von Obdachlosen und Bettlern zu mindern war die Errichtung von Arbeitshäusern. Diese armenpolitischen Bemühungen entstanden im 17. und 18. Jahrhundert und sollten die Armen und Bettler aus der Öffentlichkeit entfernen. Gleichzeitig hatte sich der sinnlose Gedanke entwickelt, die arbeitsfähigen Armen in einer Form der Arbeitserziehung zur Arbeit zu zwingen. Das System der Arbeitshäuser reichte bis 1969 und wurde mit der Maßregel der Besserung und Sicherung aufgehoben.

### Allgemeine Armenanstalten

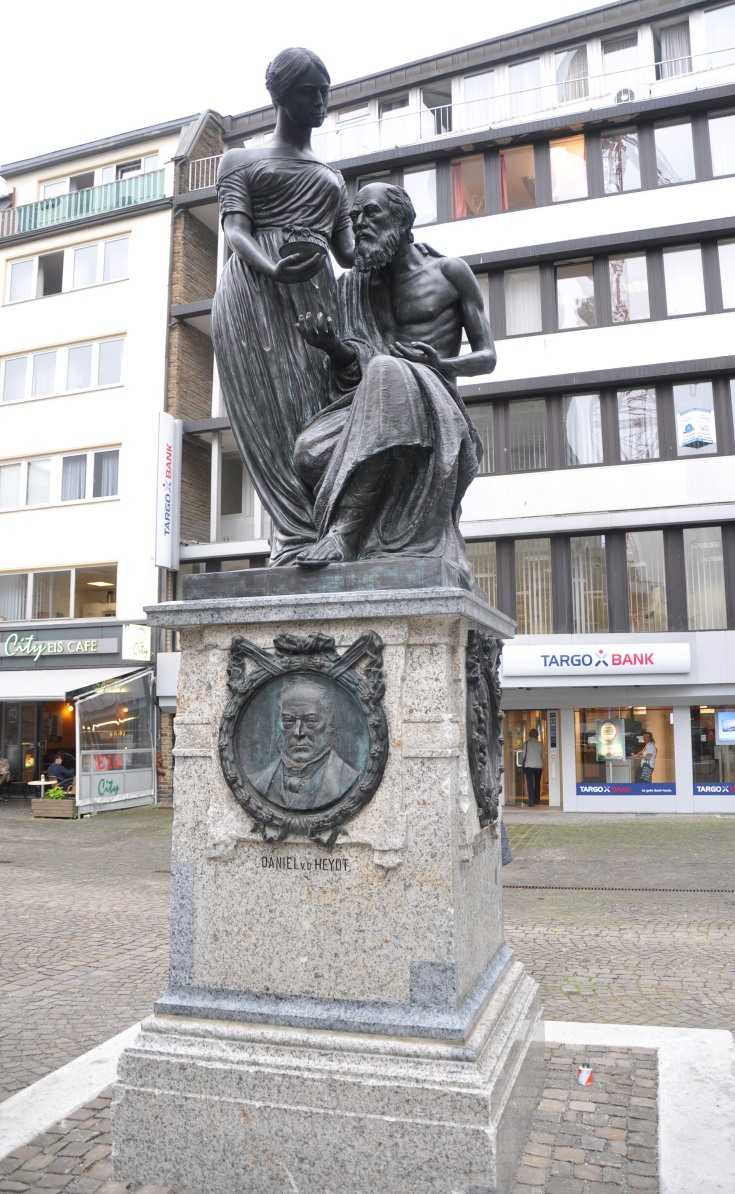
Das Elberfelder Armenpflegedenkmal (2011)

In den Bürgerschaften der Städte und Gemeinden entwickelten sich zum Ende des 18. Jahrhunderts bis in das frühe 19. Jahrhundert bürgerliche Allgemeine Armenanstalten, deren Gründung auf wohlhabende und einflussreiche Bürger zurückgingen. Es ging dabei nicht primär um die Armenpflege, sondern man entwickelte ebenfalls Programme und Projekte zur Überwindung der Armut, Erziehung und Beschäftigung standen gleichwertig neben der materiellen Unterstützung. Die Anstalten zogen aber auch soziale Veränderungen mit sich, zum einen sank bei den Armen der Krankenstand und zum anderen wurde die Kriminalitätsrate bei den Armen geringer.

### Preußen
Die preußischen Könige erließen seit 1775 mehrere Kabinettsorder, Edikte, Dekrete und Verordnungen zur Versorgung und Pflege der Armen. Sie reichten von Fürsorgemaßnahmen bis zur Strafverfolgung der Bettler und hatte prinzipiell zum Ziel, der Armut – „die es nach Gottes Gnaden gar nicht geben dürfte“ – entgegenzuwirken. Das Allgemeine Landrecht für die preußischen Staaten (ALR) von 1794 führte an, dass der Staat für die Ernährung und Verpflegung der Armen zu sorgen habe. Der Staat übernahm die Letztverantwortung für die Armenpflege, hatte aber die Ausführung an die Gemeinden übertragen, die die Hauptlast der Kosten tragen mussten.
Der preußische Staat erließ am 31. Dezember 1842 das Gesetz über die Verpflichtung zur Armenpflege und glich mit der Novelle vom 21. Mai 1855 die Armenpflege an die politischen und wirtschaftlichen Gegebenheiten an. Insbesondere wurde mit diesen Gesetzen der Unterstützungswohnsitz als Anknüpfungspunkt für Unterstützungsleistungen der Armenfürsorge und somit die kostenpflichtige Gemeinde festgelegt. Dieses Prinzip wurde später mit dem Reichs-Gesetz über den Unterstützungswohnsitz für das Deutsche Reich verallgemeinert, das am 16. April 1871 in allen außer in vier Staaten des Deutschen Reiches in Kraft trat und in der Folge auch in diesen vier Staaten übernommen wurde (in Württemberg und Baden mit Wirkung zum 1. Januar 1873 sowie, in abgewandelter Form, in Elsaß-Lothringen zum 1. April 1910 und in Bayern zum 1. Januar 1916).

### Weimarer Republik
Der Aufbau der Weimarer Wohlfahrtspflege war zunächst eine administrative und bürokratische Massenfürsorge. Die ersten Maßnahmen wurden von den Ländern eingeleitet und durch das Weimarer Kabinett umgesetzt. Die bis dahin diskriminierenden Folgen der Inanspruchnahme von Sozialleistungen und Armenpflege wurde zunehmend aufgehoben. Der Weg zur Mitverantwortung und Mitbestimmung wurde beschritten, der Demokratiegedanke wurde durch freie Wohlfahrtspflege und soziale Einrichtungen gefördert.
Auf dem Wege zur Weimarer Wohlfahrtspflege wurden das Reichsjugend-Wohlfahrtsgesetz (1922) und die Reichsverordnung über die Fürsorgepflicht (1924) erlassen. In dieser Zeit entstanden die „Wohlfahrtsämter“, zu deren Aufgabenbereich auch die administrative Verwaltung der Armenpflege zählte.

### Nationalsozialismus

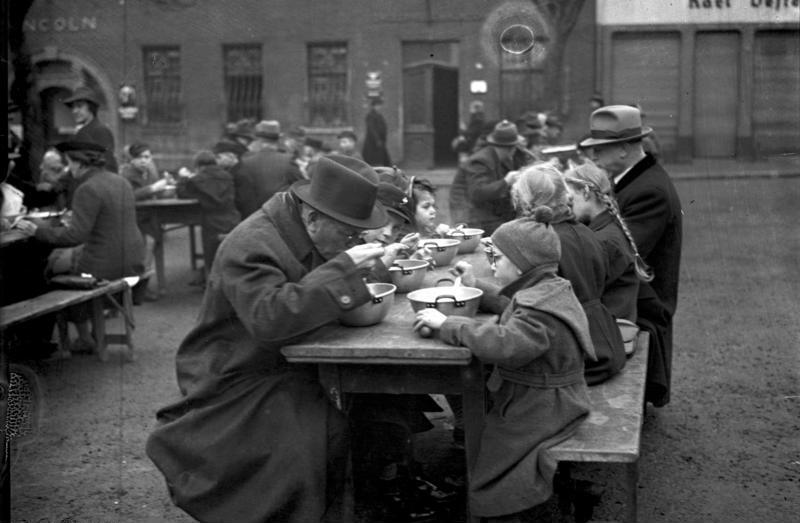
Öffentliches Eintopfessen zu Gunsten des WHW (Winterhilfswerk) in Worms 1938 (Deutsches Bundesarchiv)

Während der nationalsozialistischen Herrschaftszeit blieben die geschaffenen staatlichen Institutionen erhalten, das Führungspersonal wurde jedoch häufig ausgetauscht. Das bedeutete auch, dass die soziale Sicherung einseitig und einspurig abgewickelt wurde, gesetzliche Ansprüche wurden rigoros gekürzt oder abgebaut.
Die staatlich gesteuerte Fürsorge orientierte sich zudem an der Rassenideologie und der Vorstellung vom zentralistischen Einheitsstaat. Nach dem nationalsozialistischen Verständnis erhielt nur der Volksgenosse Hilfe.

## Nachkriegszeit bis heute
Die Nachkriegszeit war zunächst vom Verteilungsprinzip und der Rationierung von Nahrungsmitteln und sonstigen Hilfsgüter geprägt. Erst mit der Konsolidierung der ersten Verwaltungsorgane startete man mit einem planvollen Hilfsprogramm. Sozialpolitisch begann man wieder bei 1933; die verbotenen zahlreichen Träger der Sozialen Arbeit begannen allmählich wieder mit ihren Tätigkeiten. Die Sozialhilfe, die vielleicht auch heute die eigenständige Armenpflege ersetzte, wurde gesetzlich neu geregelt, das Jugendwohlfahrtsgesetz wurde novelliert und mit dem Prinzip der Subsidiarität wurde die staatliche Fürsorge auf breitere Schultern verteilt.
In der entstandenen Deutschen Demokratischen Republik  begann 1945 eine einheitliche Sozialversicherung, die Unfallversicherung wurde in die Sozialversicherung überführt und die Sozialhilfe reaktiviert. Der sozialistische Umgang mit dem „Armen“ zeigte sich exemplarisch an der Bestrafung von „Arbeitsscheuen“. Dem „Arbeitsscheuen“ konnten von den Bezirksämtern Auflagen zu seinem Aufenthaltsort erteilt werden, sollte dieser „arbeitsscheue Bettler“ dieser Auflage nicht folgen, so konnte er mit einer Ordnungsstrafe belegt werden.
Die letzte Sozialreform – in Verbindung mit der Armenpflege – fand in Deutschland 2004 mit der gesetzlichen Regelung zur Hilfe zum Lebensunterhalt und der Grundsicherung im Alter und bei Erwerbsminderung ihren Abschluss.